# Amourah
Amourah è un comune dell'Algeria, situato nella provincia di Djelfa.